# Château des Brosses (Agonges)
Pour les articles homonymes, voir Château des Brosses.
Le château des Brosses est un édifice situé à Agonges (France).

## Localisation
Le château est situé sur le territoire de la commune d'Agonges, dans le département de l'Allier, en région Auvergne-Rhône-Alpes. Il se trouve à 2,5 km au nord du bourg, un peu au nord du château de l'Augère.

## Description
Le château des Brosses est une ancienne maison forte. Le bâtiment actuel est rectangulaire, il possède une tour et un pigeonnier aux angles.

## Historique
Le château date du XVIIe siècle. Le sieur de La Brosse est cité par Nicolas de Nicolay  comme vassal du duc de Bourbonnais[réf. souhaitée].